# Birmenstorf
Pour l’article ayant un titre homophone, voir Birmensdorf.
Birmenstorf est une commune suisse du canton d'Argovie, située dans le district de Baden.

Vue aérienne (1964)